# Salter
Salter (Sàuter in noneso) è una frazione del comune di Romeno nella provincia autonoma di Trento.

## Storia
Salter costituì parte del comune autonomo di Salter-Malgolo fino al 16 giugno 1928, data in cui il territorio venne ceduto a Romeno. Il 27 novembre dello stesso anno anche il comune di Malgolo venne aggregato a Romeno.
Da qui proveniva Leopoldo Pellegrini, bisnonno del presidente slovacco Peter Pellegrini.

## Monumenti e luoghi d'interesse

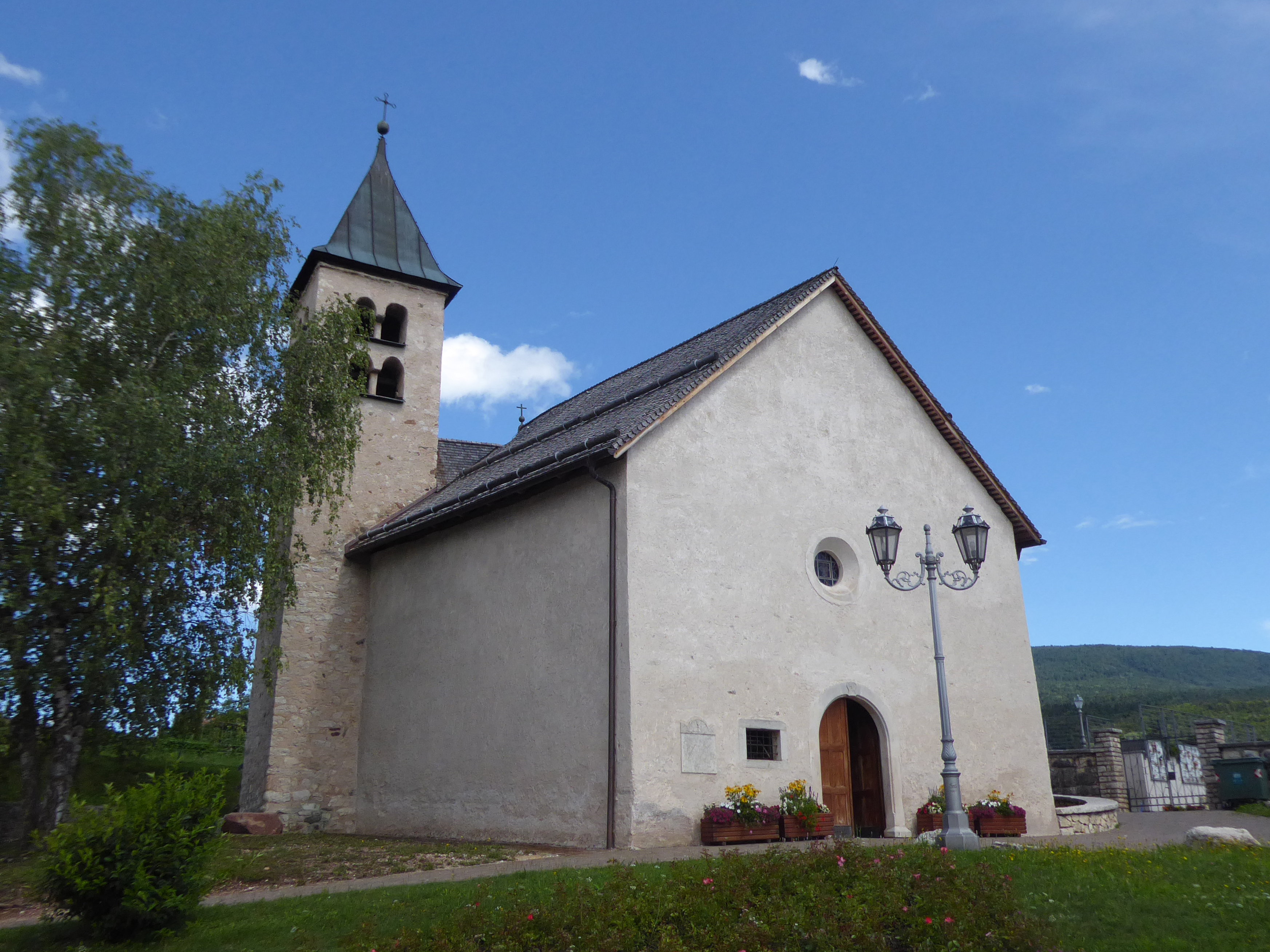
La chiesa di San Biagio

### Architetture religiose
- Chiesa di San Biagio, eretta probabilmente a metà del XV secolo, citata dalle fonti a partire dal 1537.[3]